# В Сирии
В Сирии (англ. In Syria; фр. Insyriated) — бельгийско-французский драматический фильм 2017 года, поставленный режиссером Филиппом ван Леу. Мировая премьера состоялась 11 февраля 2017 года на 67-м Берлинском международном кинофестивале, где фильм участвовал в программе секции «Панорама» и получил Приз зрительских симпатий Лента была номинирована в 6-ти категориях на соискание бельгийской национальной кинопремии «Магритт» и получила 5 наград.

## Сюжет
Фильмы охватывает 24 часа из жизни сирийцев, через гражданскую войну замкнутых в дамасской квартире, которую решительная Оум превратила в тихую гавань для семьи и соседей. Эта женщина отчаянно пытается вести обычную жизнь для защиты своей маленькой общины, а все то, что происходит вне квартиры — не замечать. Но рано или поздно даже Оум придется принять действительность.